# 1 E9 s
Za primerjavo različnih redov velikosti za različna časovna obdobja je na tej strani nekaj dogodkov, ki trajajo med 109 in 1010 sekundami (32 in 320 leti).
- krajši časi
- 63 let -- razpolovna doba titana-44
- 68,9 let—razpolovna doba urana-232
- 75 let—povprečna življenjska doba človeka v razvitem svetu
- 84 let, 3 dni, 15,66 ur—obhodna doba Urana
- 100 let—eno stoletje = 3,16 × 109 sekund
- 100,1 let -- razpolovna doba niklja-63
- 165 let—obhodna doba Neptuna
- 230 let—bajeslovna starost biblijskega Seruga
- 247,7 let—obhodna doba Plutona
- 269 let—razpolovna doba argona-39
- 288 let—obhodna doba 50000 Kvaoarja
- 304 let—vladavina Romanovih v Rusiji
- daljši časi